# Phạm Huyên (đạo diễn)
Phạm Huyên (tên đầy đủ: Phạm Văn Huyên) là nhà biên kịch kiêm đạo diễn phim tài liệu, sĩ quan Quân đội nhân dân Việt Nam. Ông được phong Nghệ sĩ ưu tú năm 2001. Ngoài Phạm Huyên, ông còn được biết đến với các nghệ danh: Thanh Hà, Phạm Thanh Hà.
Phạm Văn Huyên sinh ngày 20 tháng 03 năm 1952 tại xã Việt Thuận, Vũ Thư, Thái Bình.

## Tác phẩm
| Năm  | Tựa đè                                 | Đạo diễn              | Quay phim | Biên kịch                  | Chú thích                                                                                         |
| ---- | -------------------------------------- | --------------------- | --------- | -------------------------- | ------------------------------------------------------------------------------------------------- |
| 1984 | Có một con đường                       | Không                 | Có        | Không                      |                                                                                                   |
| 1984 | Nước mắt nụ cười                       | Không                 | Có        | Không                      |                                                                                                   |
| 1994 | Đường mòn trên biển Đông               | Đồng đạo diễn: Lê Thi | Không     | Không                      |                                                                                                   |
| 1994 | Những người quyết tử                   | Có                    | Không     | Không                      |                                                                                                   |
| 1998 | Nhà văn - chiến sĩ                     | Có                    | Không     | Không                      |                                                                                                   |
| 1999 | Trận Điện Biên Phủ trên không          | Có                    | Không     | Không                      |                                                                                                   |
| 2002 | Đất lặng lẽ                            | Có                    | Không     | Không                      |                                                                                                   |
| 2003 | Những hy sinh thầm lặng                | Có                    | Không     | Có                         | [ 2 ]                                                                                             |
| 2005 | Bác Hồ trong những khoảnh khắc lịch sử | Có                    | Không     | Không                      |                                                                                                   |
| 2007 | Những chấm xanh                        | Có                    | Không     | Có                         |                                                                                                   |
| 2010 | Lời thề từ trái tim chiến sĩ           | Có                    | Không     | Có                         |                                                                                                   |
| 2011 | Sóng nhà giàn                          | Có                    | Không     | Có                         |                                                                                                   |
| 2012 | Những người chốt giữ Thành Cổ          | Có                    | Không     | với bút danh Phạm Thanh Hà |                                                                                                   |
| 2014 | Những người giữ biển                   | Có                    | Không     | Có                         |                                                                                                   |
| 2015 | Hậu cần trong tác chiến vùng đồng nước | Có                    | Không     | Không                      |                                                                                                   |
| 2016 | Khát vọng người                        | Có                    | Không     | Có                         |                                                                                                   |
| 2021 | Con đường đã chọn                      | Đồng đạo diễn         | Không     | Có                         | Tập 6 - Điện Biên Phủ trận quyết chiến lịch sử Tập 15 - Tiến công chiến lược Tập 16 - Ðòn thăm dò |

## Giải thưởng
| Năm                                                | Sự kiện                                                                      | Hạng mục                | Tác phẩm                               | Kết quả                 | Chú thích               |
| Liên hoan phim Việt Nam                            | Liên hoan phim Việt Nam                                                      | Liên hoan phim Việt Nam | Liên hoan phim Việt Nam                | Liên hoan phim Việt Nam | Liên hoan phim Việt Nam |
| -------------------------------------------------- | ---------------------------------------------------------------------------- | ----------------------- | -------------------------------------- | ----------------------- | ----------------------- |
| 1985                                               | Liên hoan phim Việt Nam lần thứ 7                                            | Phim tài liệu           | Có một con đường                       | Giải Ban Giám khảo      | [ 1 ]                   |
| 1985                                               | Liên hoan phim Việt Nam lần thứ 7                                            | Phim tài liệu           | Nước mắt nụ cười                       | Bông sen Bạc            | [ 1 ] [ 3 ]             |
| 1996                                               | Liên hoan phim Việt Nam lần thứ 11                                           | Phim tài liệu           | Đường mòn trên biển Đông               | Bông sen Vằng           | [ 1 ] [ 4 ]             |
| 1996                                               | Liên hoan phim Việt Nam lần thứ 11                                           | Phim tài liệu           | Những người quyết tử                   | Bằng khen               | [ 1 ] [ 5 ]             |
| 1999                                               | Liên hoan phim Việt Nam lần thứ 12                                           | Phim tài liệu           | Nhà văn - chiến sĩ                     | Bằng khen               | [ 1 ] [ 6 ]             |
| 2009                                               | Liên hoan phim Việt Nam lần thứ 16                                           | Phim tài liệu           | Những hy sinh thầm lặng                | Bông sen Bạc            | [ 1 ] [ 7 ]             |
| 2011                                               | Liên hoan phim Việt Nam lần thứ 17                                           | Phim tài liệu           | Sóng nhà giàn                          | Bông sen Bạc            | [ 1 ]                   |
| 2015                                               | Liên hoan phim Việt Nam lần thứ 19                                           | Phim tài liệu           | Hậu cần trong tác chiến vùng đồng nước | Giải Ban Giám khảo      | [ 8 ]                   |
|                                                    |                                                                              |                         |                                        |                         |                         |
| Giải thưởng Hội Điện ảnh Việt Nam / Giải Cánh diều |                                                                              |                         |                                        |                         |                         |
| 1994                                               | Giải thưởng Hội Điện ảnh Việt Nam 1994                                       | Phim tài liệu           | Đường mòn trên biển Đông               | Giải A                  |                         |
| 2003                                               | Cánh diều lần thứ 1                                                          | Phim video              | Đất lặng lẽ                            | Giải khuyến khích       |                         |
| 2009                                               | Cánh diều lần thứ 6                                                          | Phim tài liệu           | Những hy sinh thầm lặng                | Giải khuyến khích       | [ 9 ]                   |
| 2010                                               | Cánh diều lần thứ 8                                                          | Phim tài liệu           | Lời thề từ trái tim chiến sĩ           | Giải khuyến khích       |                         |
| 2012                                               | Cánh diều lần thứ 10                                                         | Phim tài liệu           | Sóng nhà giàn                          | Cánh diều Bạc           |                         |
| 2013                                               | Cánh diều lần thứ 11                                                         | Phim tài liệu           | Những người chốt giữ Thành Cổ          | Cánh diều Bạc           |                         |
| 2015                                               | Cánh diều lần thứ 13                                                         | Phim tài liệu           | Những người giữ biển                   | Cánh diều Bạc           |                         |
|                                                    |                                                                              |                         |                                        |                         |                         |
| Giải thưởng Báo chí toàn quốc                      |                                                                              |                         |                                        |                         |                         |
| 1995                                               | Giải thưởng Báo chí toàn quốc                                                | Phim tài liệu           | Đường mòn trên biển Đông               | Giải C                  |                         |
| 1996                                               | Giải thưởng Báo chí toàn quốc                                                | Phim tài liệu           | Những người quyết tử                   | Giải C                  |                         |
| 2007                                               | Giải Báo chí Quốc gia                                                        | Phim tài liệu           | Những hy sinh thầm lặng                | Giải C                  |                         |
| 2008                                               | Giải Báo chí Quốc gia                                                        | Phim tài liệu           | Những chấm xanh                        | Giải C                  |                         |
| 2012                                               | Giải Báo chí Quốc gia                                                        | Phim tài liệu           | Sóng nhà giàn                          | Giải B                  |                         |
| 2014                                               | Giải Báo chí Quốc gia                                                        | Phim tài liệu           | Những người chốt giữ Thành Cổ          | Giải khuyến khích       |                         |
| 2016                                               | Giải Báo chí Quốc gia                                                        | Phim tài liệu           | Hậu cần trong tác chiến vùng đồng nước | Giải B                  |                         |
|                                                    |                                                                              |                         |                                        |                         |                         |
| Các giải thưởng khác                               |                                                                              |                         |                                        |                         |                         |
| 1999                                               | Giải thưởng Bộ Quốc phòng về văn học nghệ thuật, báo chí 5 năm (1994 – 1999) | Phim tài liệu           | Đường mòn trên biển Đông               | Giải nhất               |                         |
| 2009                                               | Giải thưởng Bộ Quốc phòng về văn học nghệ thuật, báo chí 5 năm (2004 -2009)  | Phim tài liệu           | Những hy sinh thầm lặng                | Giải B                  |                         |
|                                                    | Giải thưởng Bộ Quốc phòng về văn học nghệ thuật, báo chí 5 năm (2009-2014)   | Phim tài liệu           | Những người giữ biển                   | Giải B                  |                         |
| 2000                                               | Liên hoan Phim truyền hình toàn quốc                                         | Phim tài liệu           | Trận Điện Biên Phủ trên không          | Huy chương Bạc          |                         |
| 2011                                               | Đề tài học tập làm theo tấm gương đạo đức Hồ Chí Minh                        | Điện ảnh                | Những hy sinh thầm lặng                | Bằng khen               |                         |
| 2011                                               | Đề tài học tập làm theo tấm gương đạo đức Hồ Chí Minh                        | Điện ảnh                | Lời thề từ trái tim chiến sĩ           | Xuất sắc                |                         |
|                                                    | Giải thưởng Văn học - Nghệ thuật của Liên hiệp Văn học - Nghệ thuật Việt Nam | Phim tài liệu           | Những người giữ biển                   | Giải A                  |                         |
| 2018                                               | Đề tài học tập làm theo tấm gương đạo đức Hồ Chí Minh                        | Điện ảnh                | Khát vọng người                        | Giải C                  | [ 10 ]                  |

### Vinh danh
- Nghệ sĩ Ưu tú (2001)
- Huân chương Bảo vệ Tổ Quốc hạng 3
- Huân chương Chiến công hạng Nhất
- Huy hiệu vì sự nghiệp Điện ảnh Việt Nam
- Huy hiệu vì sự nghiệp Báo chí Việt Nam
- Huân chương chiến sĩ vẻ vang Hạng 1,2,3

## Liên kết khoài
- Trái tim nghệ sĩ với Trường Sa